# Étienne Brûlé
Étienne Brûlé (1592 - 1633) foi um explorador francês que explorou o Canadá nas primeiras décadas do século XVII. Ele nasceu na França, viajou para a colónia francesa de Nova França e 1608, e foi ordenado por Samuel de Champlain para viver com os hurões em 1610, onde Brûlé aprendeu o idioma e os costumes dos nativos.
Brûlé foi, provavelmente, o primeiro europeu a ver o Lago Huron, o Lago Ontário, o Lago Erie e o Lago Superior. Na volta, foi capturado e torturado pelos iroqueses. Brûlé então foi solto pelos iroqueses. Champlain e os jesuítas franceses pesadamente criticaram Brûlé, que havia adotado os costumes dos nativos.
Brûlé deixou o Quebec para viver com os hurões na década de 1620. Como ele não era mais leal aos franceses, Brûlé ajudou os britânicos a capturarem a Cidade de Quebeque em 1629. Em 1633, Brûlé foi capturado pelos iroqueses novamente, em uma batalha entre iroqueses e os hurões. Brûlé conseguiu escapar, mas quando ele retornou à aldeia hurão, os hurões não acreditaram na história de Brûlé, tendo torturado-no até a morte.